# Costa de Oro en los Juegos Olímpicos de Helsinki 1952
Ghana estuvo representada en los Juegos Olímpicos de Helsinki 1952 por un total de 7 deportistas que compitieron en  atletismo.  
El equipo olímpico ghanés no obtuvo ninguna medalla en estos Juegos.